# Cynometra zeylanica
Cynometra zeylanica är en ärtväxtart som beskrevs av André Joseph Guillaume Henri Kostermans. Cynometra zeylanica ingår i släktet Cynometra, och familjen ärtväxter. Inga underarter finns listade i Catalogue of Life.